# Seattle Reign 1997-1998
La stagione 1997-98 delle Seattle Reign fu la 2ª nella ABL per la franchigia.
Le Seattle Reign arrivarono quinte nella Western Conference con un record di 15-29, non qualificandosi per i play-off.

## Roster
| N° | Naz.                   | Ruolo | Sportivo         | Anno | Alt. | Peso |
| -- | ---------------------- | ----- | ---------------- | ---- | ---- | ---- |
|    | Stati Uniti (bandiera) | GA    | Angela Aycock    | 1973 | 188  | 78   |
|    | Stati Uniti (bandiera) | AC    | Shalonda Enis    | 1974 | 185  | 84   |
|    | Stati Uniti (bandiera) | AC    | Linda Godby      | 1968 | 198  | 74   |
|    | Stati Uniti (bandiera) | G     | Christy Hedgpeth | 1972 | 176  | 65   |
|    | Stati Uniti (bandiera) | A     | Joy Holmes       | 1969 | 178  | 68   |
|    | Senegal (bandiera)     | AC    | Astou Ndiaye     | 1973 | 191  | 83   |
|    | Stati Uniti (bandiera) | G     | Kira Orr         | 1975 | 167  | 64   |
|    | Stati Uniti (bandiera) | G     | Kate Paye        | 1974 | 173  | 68   |
|    | Stati Uniti (bandiera) | C     | Rhonda Smith     | 1973 | 191  | 84   |
|    | Stati Uniti (bandiera) | G     | Kate Starbird    | 1975 | 185  | 69   |
|    | Stati Uniti (bandiera) | AC    | Val Whiting      | 1972 | 188  | 90   |

## Staff tecnico
Allenatori: Jacquie Hullah (6-15), Tammy Holder (9-14)